# Kloster Tremembé
Das Kloster Tremembé war von 1904 bis 1936 ein brasilianisches Kloster französischer Trappisten bei Tremembé, Bistum Taubaté, Bundesstaat São Paulo, und von 1908 bis 1929 ein Trappistinnenkloster in der Stadt selbst.

## Geschichte

### Das Trappistenkloster
Als 1903 das Kloster Chambarand vom Gesetz zur Trennung von Kirche und Staat aufgelöst wurde und die Mönche in das Mutterkloster Sept-Fons zurückströmten, suchte Abt Jean-Baptiste Chautard eine Gründungsmöglichkeit in Brasilien. So kam es 1904 am Ufer des Chaveco im Vale do Paraíba unweit Tremembé (100 Kilometer nordöstlich von São Paulo nördlich Taubaté) zur Gründung des Klosters Maristella, portugiesisch: Maristela („Maria Meerstern“) und durch den tatkräftigen Einsatz von 40 Mönchen und 500 arbeitslosen Freigelassenen in kurzer Zeit zu einer erheblichen Zivilisationsleistung. Es wurden Kaffee- und Reisplantagen angelegt und Trappistenkäse hergestellt. Das Kloster war lange vor den umliegenden Städten elektrifiziert. Eine Eisenbahnlinie wurde des Klosters wegen umgeleitet und in Tremembé ein Bahnhof gebaut.
Da es aber vorerst zwar einheimische Postulanten aber (mangels dauerhafter Berufungen) keine einheimischen Mönche gab und das Klosterpersonal nur aus Europa verstärkt werden konnte, andererseits der Aderlass des Ersten Weltkriegs auch den französischen Klöstern zugesetzt hatte, rief Abt Chautard 1926 die Mönche nach Sept-Fonts (und von dort in die Abtei Orval) zurück. Die Aufgabe des erfolgreichen Projekts war für viele Beteiligte schmerzhaft. Der letzte Mönch verließ Maristella 1936. Einer trat, um in Brasilien bleiben zu können, zu den Benediktinern von Rio de Janeiro über. Der letzte Mönch aus Maristella starb 1986.

#### Obere und Prioren
- Nivard Canavat (1904–1913)
- Albéric Baudin (1913–1914)
- Maur Guyot (1914–1927)
- Alexis Ducrey (1927–1932)
- Antoine Giguelay (1932–1936)

### Das Trappistinnenkloster
Die Stadt Tremembé war 1908 auch Gründungsort eines Trappistinnenklosters, das mit Erlaubnis von Erzbischof Leopoldo Duarte e Silva 1910 offiziell als Mosteiro Nossa Senhora do Sagrado Coração de Jesus („Unsere Liebe Frau vom Heiligsten Herzen Jesu“) eingeweiht wurde. Es handelte sich um die von der Dritten Republik aus dem gleichnamigen Kloster in Mâcon vertriebenen Nonnen, die dort seit ihrer Gründung durch Kloster La Coudre (im Jahre 1875) im Stadtteil Saint-Clément lebten. Die schwierigen Lebensbedingungen (bei gleichzeitiger Einhaltung der strengen Ordensregel) veranlassten die Nonnen 1921 zum Umzug nach Nova Friburgo, Erzbistum Niterói, und von dort zur Rückkehr nach Europa, die 1925 begann und 1929 mit dem Einzug in die von Kloster Mont des Cats eingerichtete Zuflucht Feluy im belgischen Seneffe abgeschlossen wurde. 1932 wurde Kloster Feluy in das neu besiedelte Kloster Chambarand verlegt.